# Moara (Suceava)
Pour les articles homonymes, voir Moara (homonymie).
Moara est une commune du județ de Suceava en Roumanie.